# Чирак
Чирак (азерб. Çıraq) — село у Кельбаджарському районі Азербайджану. Село розташоване на південному заході району та підпорядковується сільській раді села Ванк.